# Adesmia subnuda
Adesmia subnuda är en ärtväxtart som först beskrevs av Asa Gray, och fick sitt nu gällande namn av Arturo Erhardo Erardo Burkart. Adesmia subnuda ingår i släktet Adesmia och familjen ärtväxter.

## Underarter
Arten delas in i följande underarter:
- A. s. peruviana
- A. s. subnuda